# Liste der Anime-Titel/X

## X
| Name                                | Alternative Namen        | Veröffentlichungsjahr | Studio(s)      |
| ----------------------------------- | ------------------------ | --------------------- | -------------- |
| X                                   | エックス, Ekkusu, X 1999 | 1996 als Film         | Madhouse       |
| ↳ X (24 Folgen)                     | エックス, Ekkusu, X 1999 | 2001 als Fernsehserie | Madhouse       |
| Xenosaga: The Animation (12 Folgen) | ゼノサーガ THE ANIMATION | 2005 als Fernsehserie | Tōei Animation |
| X-Men (12 Folgen)                   | エックスメン             | 2011 als Fernsehserie | Madhouse       |
| ×××HOLiC (24 Folgen)                | ホリック                 | 2006 als Fernsehserie | Production I.G |
| ↳ ×××HOLiC: Kei (13 Folgen)         | ×××HOLiC◆継              | 2008 als Fernsehserie | Production I.G |
| ↳ ×××HOLiC: Shunmuki (2 Folgen)     | ×××HOLiC 春夢記          | 2009 als OVA          | Production I.G |